# Costa del Pepe

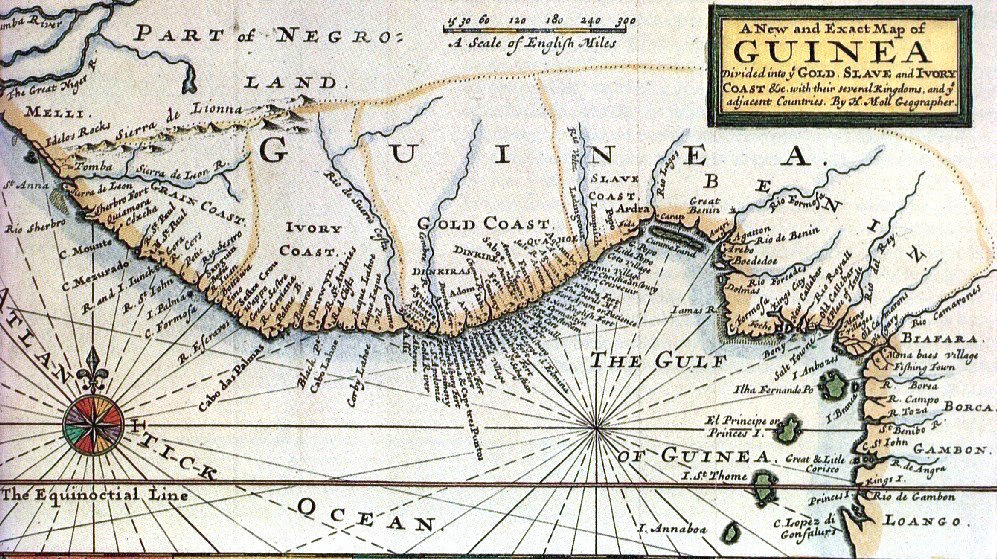
Carta geografica britannica del 1725 della Guinea con la menzione Grain Coast (sulla sinistra). In questa mappa la Costa del Pepe termina a ovest di Capo Palmas

La Costa del Pepe, anche Costa di malagueta (con riferimento specifico ai grani di Aframomum melegueta) o Costa dei grani (calco dell'inglese Grain Coast), è il nome storico di una regione costiera dell'Africa occidentale, compresa tra Capo Mesurado (presso la capitale liberiana Monrovia) e Capo Palmas. Dal 1847 costituisce la parte meridionale del litorale liberiano, a sud della capitale.
Sempre in relazione al commercio, lungo il litorale africano, verso est si trovavano: la Costa d'Avorio, la Costa d'Oro e la Costa degli Schiavi.

## Aspetti storici
Il nome venne attribuito alla regione dai navigatori portoghesi che iniziarono a frequentarla dopo il 1470, quando venne esplorata da Pêro Escobar e João de Santarém, con riferimento alla presenza e dell'Aframomum melegueta, un arbusto i cui grani erano macinati e utilizzati come pepe. Nei decenni successivi la sua esplorazione, con la disponobilità di pepe proveniente dall'India e dalle Isole delle spezie, i portoghesi persero interesse per la Costa di malagueta. 
I rari mercanti europei che continuavano a frequentare il litorale durante il XVI e il XVII secolo intrecciarono relazioni commerciali con i Kru, la popolazione insediata sulla costa. Nel XVIII secolo i Dyula, referente meridionale per la rete della tratta araba, iniziarono a portare schiavi anche sulla costa. Circa il 2% degli schiavi che raggiunsero le Americhe nel contesto della tratta atlantica, partirono da questa regione.
A partire dal 1820, sulla costa si insediarono i primi coloni provenienti dagli Stati Uniti d'America: costoro erano ex schiavi afroamericani, desiderosi di tornare in Africa, organizzati nella American Colonization Society. Da questi primi insediamenti nacque l'attuale Liberia, che poté contare sull'appoggio dell'allora presidente americano James Monroe.

## Città (da nord a sud)
- Monrovia
- Buchanan
- Cesstos
- Greenville
- Harper